# Schianto del Vickers Wellington sul monte Santa Croce (Riccò del Golfo di Spezia)
Lo schianto di un Vickers Wellington HF 694 sul monte Santa Croce nella frazione di Polverara, Riccò del Golfo di Spezia, in provincia della Spezia, è stato un incidente aereo verificatosi il 24 novembre 1943.

## Antefatto
La sera del 23 novembre 1943 uno squadrone della RAF lasciava la capitale tunisina dirigendosi verso Torino, con l'intenzione di bombardare le basi FIAT. Durante il volo ben quattro aerei precipitarono, di cui due in Liguria (uno in provincia di Genova e uno in provincia della Spezia), uno in provincia di Modena e un ultimo venne dato per disperso, probabilmente precipitato in mare. Gli aerei rimanenti arrivarono a Torino senza poter nemmeno sganciare le bombe, a causa della fitta nebbia di quei giorni. Nell'aereo precipitato poi a Polverara vi erano cinque aviatori: Douglas Henry Betts come pilota, Horace Peter Hurnell come navigatore, Stephen Fraser Smith come bombardiere, Cyril Thomas Bowman come operatore radio e infine Stafford Alfonzo Barton come mitragliatore. Il loro aereo era un modello HF 694 di Vickers Wellington, bombardiere.

## Dinamica dell'incidente
Intorno alle ore 23:00 il loro aereo sorvolava la provincia della Spezia; tutti i testimoni concordano nel ricordare quel giorno come freddo e piovoso: difatti non si è mai venuti a conoscenza della reale motivazione dell'incidente anche se la più accreditata è proprio quella del congelamento del motore dovuta all'innalzamento del velivolo (Betts deve aver cercato di alzarsi di quota per evitare il temporale), con conseguente perdita di controllo e schianto sul costone del monte. Gli abitanti udirono uno schianto pauroso e, nonostante la pioggia, un incendio si propagò immediatamente nella zona. Una moltitudine di persone si precipitò immediatamente sul luogo, scoprendo il terribile esito dell'incidente. I corpi apparvero dilaniati e solo un aviatore era ancora vivo all'arrivo dei polveraresi, ma spirò poco dopo. Le salme vennero ricomposte e i funerali celebrati dall'allora parroco di Polverara don Pietro Figoli nella locale chiesa parrocchiale; il giorno dopo i corpi vennero sepolti nel cimitero locale.

## Conseguenze

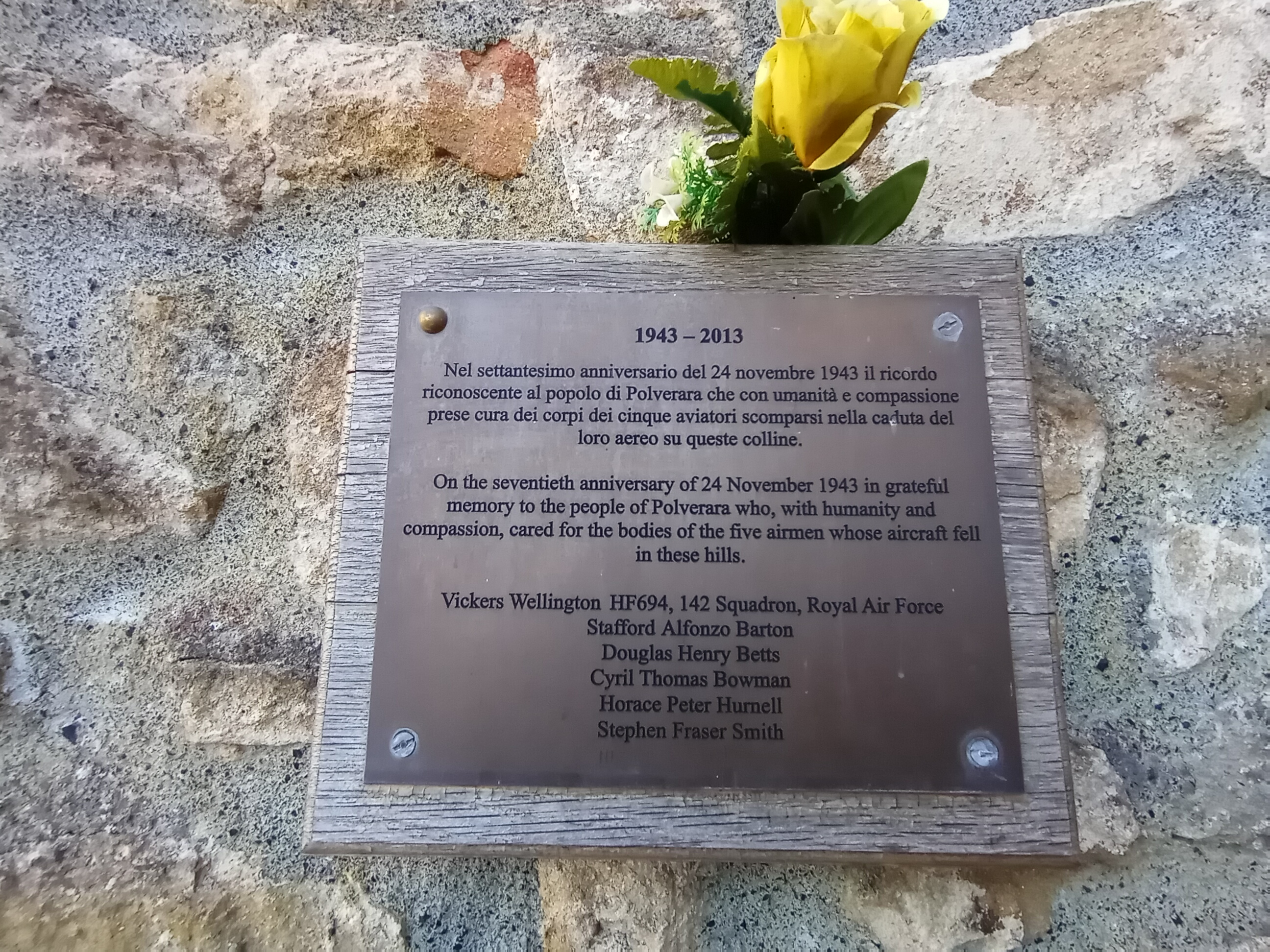
Targa commemorativa dedicata all'incidente aereo.

Finita la guerra, nel 1945, le salme vennero traslate nel cimitero di Staglieno, a Genova. Solo nel 2013 la vicenda ritornò a galla quando il nipote del defunto Smith, Stephen Smith, si recò a Polverara con il desiderio di vedere di persona il luogo di morte dello zio. In questa occasione il comune fece posare una lapide sul luogo e una venne affissa sul muro della chiesa parrocchiale.